# Isfjord radio

Carte de l'archipel du Svalbard avec localisation de la station.

Isfjord radio est une station de radio située à Kapp Linné dans le Svalbard à l'extrémité de l'Isfjorden, dont elle tient son nom.

## Histoire
Cette radio fut créée en 1933 pour aider au trafic maritime et comptait huit hommes. Elle a pour vocation de relayer tous les messages radiodiffusés de l'archipel. À partir de 1934, elle est également utilisée comme station météo.
Pendant la seconde Guerre Mondiale, cette radio fut arrêtée et détruite par les forces d'occupation allemandes. Elle fut par la suite reconstruite et remise en service en 1946.
C'est dans les années 1950 que la station connait son âge d'or : en dehors de l'importance qu'elle avait déjà acquise pour le trafic naval, son importance est désormais reconnue pour le transport aérien passant par le pôle nord.En 1957 et 1958, le bâtiment principal est renouvelé et une nouvelle salle de générateur est construite. 

### Déclin (1976-2004)
La station est importante pour le trafic naval et aérien. Toutefois, en 1976, à la suite de la création de l'aéroport de Longyearbyen, la radio fut en partie commandée à distance à partir de Svalbard radio à Longyearbyen. Puis en 1979 c'est la mise en place des communications satellites qui vont marquer le déclin d'Isfjord radio jusqu'à son automatisation en 1999. En 2004, l'installation de la fibre optique entre le Svalbard et le continent, rendent les installations obsolètes, elles sont gardées comme site historique

### Reconversion et renouveau (à partir de 2004)

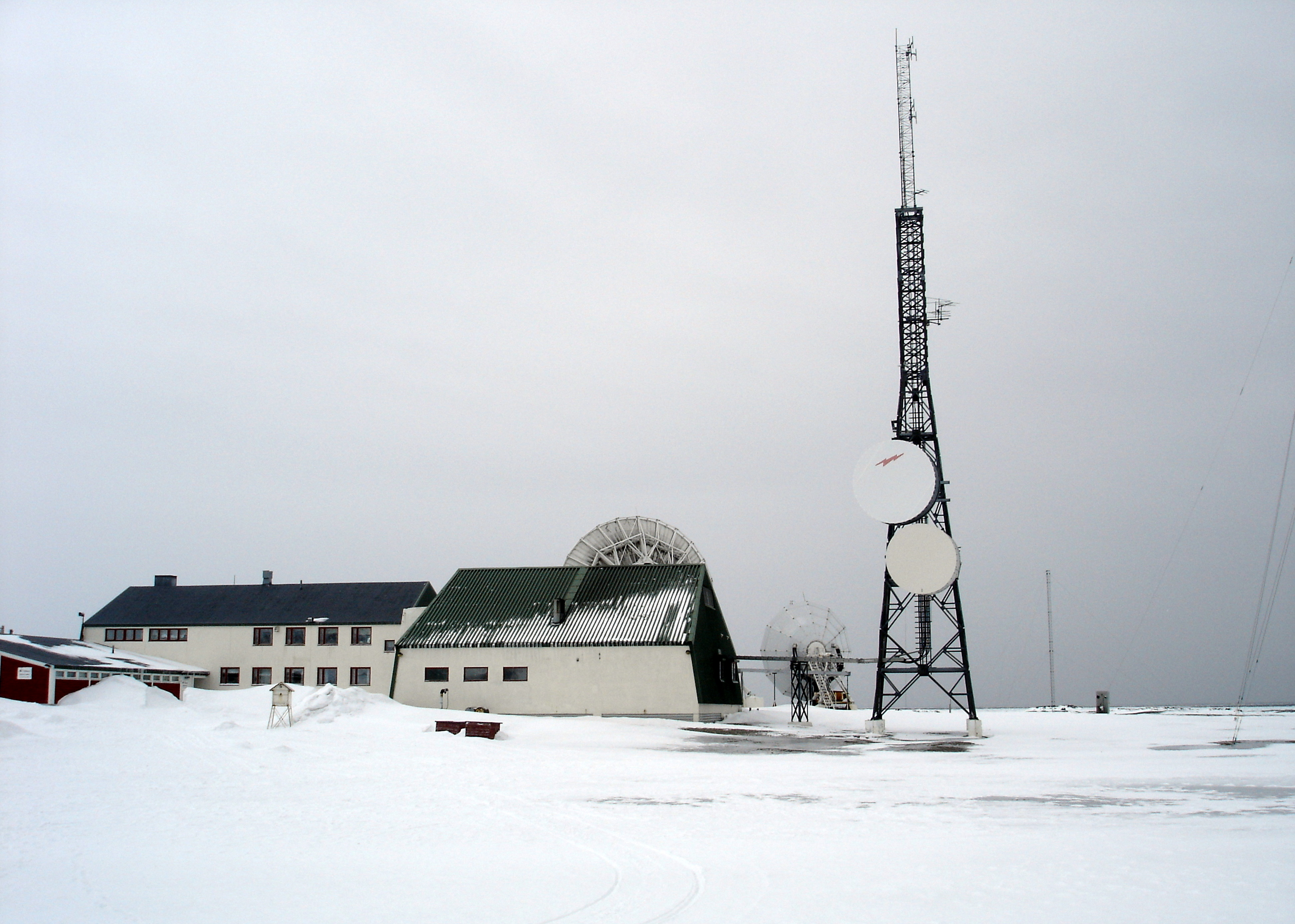
Isfjord Radio (2007).

La station abandonnée devient alors un camp de base pour les touristes courageux souhaitant découvrir véritablement le Svalbard. En 2006, Telenor vend les bâtiments à Store Norske Spitsbergen Kulkompani qui les loue aux touristes.
Le 19 septembre 2011, Telenor crée Telenor Maritim Radio, en collaboration avec Kystverket et l'Institut météorologique norvégien. Il s'agit d'une radio à onde courte et qui couvre la côte et le nord du Svalbard.
Début 2012, de grandes quantités de gazole se sont déversées près d'Isfjord radio (environ 150 000 litres). Le désastre a été découvert lors de travaux d'entretien.
Sa très haute latitude en fait notamment un emplacement de choix pour des expériences sur l'ionosphere.

## Climat
| Mois                                  | jan.     | fév.       | mars       | avril      | mai        | juin      | jui.      | août      | sep.       | oct.       | nov.       | déc.       | année      |
| ------------------------------------- | -------- | ---------- | ---------- | ---------- | ---------- | --------- | --------- | --------- | ---------- | ---------- | ---------- | ---------- | ---------- |
| Température minimale moyenne (°C)     | −14,3    | −15,1      | −14,9      | −11,6      | −4,9       | 0,4       | 3,4       | 3         | −0,4       | −5,6       | −9,8       | −12,6      | −6,87      |
| Température moyenne (°C)              | −11,5    | −12,1      | −12        | −9,2       | −3,2       | 1,8       | 5         | 4,4       | 1          | −3,8       | −7,4       | −10        | −4,75      |
| Température maximale moyenne (°C)     | −8,7     | −9,1       | −9,1       | −6,7       | −1,5       | 3,3       | 6,6       | 5,9       | 2,4        | −1,9       | −5,1       | −7,3       | −2,6       |
| Record de froid (°C) date du record   | −32 1967 | −32,2 1963 | −32,3 1966 | −28,2 1965 | −19,6 1963 | −8,2 1962 | −0,5 1965 | −2,3 1971 | −10,8 1968 | −23,6 1968 | −26,7 2003 | −33,5 1968 | −33,5 1968 |
| Record de chaleur (°C) date du record | 4,6 2002 | 3,3 1975   | 3,9 1972   | 4,5 1960   | 13,1 1960  | 12,3 1961 | 17 1966   | 14,3 1961 | 12 1960    | 8,5 1961   | 12,3 2005  | 4,4 1966   | 17 1966    |
| Ensoleillement (h)                    | 0        | 0,8        | 68,3       | 203,3      | 232        | 164,9     | 141,6     | 124,3     | 56         | 14,2       | 0          | 0          | 1 000,9    |
| Précipitations (mm)                   | 36,9     | 35,2       | 37,3       | 23,9       | 23         | 30        | 38,5      | 46,2      | 47         | 38,2       | 42,9       | 40,2       | 438,3      |
| Nombre de jours avec précipitations   | 13,38    | 12,62      | 14,1       | 10,76      | 12,1       | 12,43     | 15,25     | 15,05     | 15,1       | 14,65      | 12,75      | 13,55      | 161,15     |

| Diagramme climatique                                  |               |               |               |            |          |            |          |           |              |              |               |
| J                                                     | F             | M             | A             | M          | J        | J          | A        | S         | O            | N            | D             |
| −8,7−14,336,9                                         | −9,1−15,135,2 | −9,1−14,937,3 | −6,7−11,623,9 | −1,5−4,923 | 3,30,430 | 6,63,438,5 | 5,9346,2 | 2,4−0,447 | −1,9−5,638,2 | −5,1−9,842,9 | −7,3−12,640,2 |
| Moyennes : • Temp. maxi et mini °C • Précipitation mm |               |               |               |            |          |            |          |           |              |              |               |